# Eduard Dubinski
Pour les articles homonymes, voir Dubinski.
 (juin 2014).
Si vous disposez d'ouvrages ou d'articles de référence ou si vous connaissez des sites web de qualité traitant du thème abordé ici, merci de compléter l'article en donnant les références utiles à sa vérifiabilité et en les liant à la section « Notes et références ».
Eduard Isaakovich Dubinski (russe : Эдуард Исаакович Дубинский, ukrainien : Едуард Ісаакович Дубинський, Eduard Isaakovych Dubynskyi, 19 avril 1935 à Kharkiv - 11 mai 1969 à Moscou) est un footballeur ukrainien et soviétique qui été sélectionné 12 fois dans l'équipe de football de l'Union soviétique dans les années 1960.
Il est né à Kharkiv dans une famille juive.
Dubinski jouait à l'arrière droit, et a été membre de l'équipe nationale de football de l'Union soviétique dans les années 1960. En 1962, soit deux ans après que les Soviétiques aient remporté la première Coupe d'Europe des nations, Dubinsky a joué dans la Coupe du monde de football de 1962 au Chili. Dans le premier match un joueur yougoslave, Muhamed Mujic, lui casse la jambe, entraînant un sarcome qui contribuera à causer sa mort sept ans plus tard.